# Lincoln Park (Pensilvania)
Lincoln Park es un lugar designado por el censo ubicado en el condado de Berks, Pensilvania, Estados Unidos. Según el censo de 2020, tiene una población de 1736 habitantes.

## Geografía
Lincoln Park está ubicado en las coordenadas 40°18′53″N 75°59′19″O / 40.31472, -75.98861. Según la Oficina del Censo de los Estados Unidos, Lincoln Park tiene una superficie total de 0.81 km², correspondientes en su totalidad a tierra firme.

## Demografía
Según el censo de 2020, hay 1736 personas residiendo en Lincoln Park. La densidad de población es de 2132 hab./km². El 77.7% son blancos, el 3.9% son afroamericanos, el 2.8% son asiáticos, el 9.3% son de otras razas y el 6.3% son de dos o más razas.